# William Augustus Adam
Pour les articles homonymes, voir William Adam et Adam (homonymie).
William Augustus Adam (27 mai 1865-18 octobre 1940) était un militaire et homme politique britannique du Parti conservateur.

## Biographie
William Augustus Adam est né avec le nom de famille « Adams », mais a changé son nom plus tard.
Il a été membre du 5th Royal Irish Lancers de l'armée britannique, et a combattu dans la seconde guerre des Boers et la Première Guerre mondiale, et a atteint le grade de major. Il a combattu du côté japonais dans la guerre russo-japonaise.
Il a été élu membre du Parlement (MP) pour la circonscription parlementaire de Woolwich aux élections générales de janvier 1910, mais défait lors de l'élection suivante, en décembre.